# Brunhilde Peak
Der Brunhilde Peak ist ein felsiger Berggipfel der Asgard Range im ostantarktischen Viktorialand. Er ragt zwischen den oberen Abschnitten des Donner Valley und des Sykes-Gletschers auf.
Das New Zealand Antarctic Place-Names Committee bekannte ihn 1972 nach Brünhild, mythologische Königin von Island und Gemahlin des Burgunderkönigs Gunther aus dem Nibelungenlied.